# Nadia Ghazzali
Nadia Ghazzali, née le 3 avril 1961, est une mathématicienne québécoise. Elle a notamment été rectrice de l’Université du Québec à Trois-Rivières de 2012 à 2015, poste dont elle a démissionné à la suite d'un rapport du Vérificateur général du Québec relevant de sérieux problèmes de gouvernance et certaines dérives éthiques.

## Biographie
Originaire de Casablanca, au Maroc, Nadia Ghazzali fait ses études universitaires (licence, maîtrise, doctorat) à l'Université de Rennes I en mathématiques, en statistique et en informatique. Après avoir effectué un stage post-doctoral à l'Université McGill en 1992, elle intègre le Département de mathématiques et de statistique de l'Université Laval en 1993.
Entre 2002 et 2006, Nadia Ghazzali occupe plusieurs postes de gestion à l’Université Laval, dont ceux de vice-rectrice adjointe à la recherche et d’adjointe au vice-recteur à la recherche de cet établissement, ainsi que celui de vice-doyenne au développement et à la recherche de la Faculté des sciences et du génie (FSG).
À compter de 2006, elle est titulaire de la Chaire CRSNG-Industrielle Alliance pour les femmes en sciences et génie au Québec. En 2007, elle remporte le Trophée des femmes arabes du Québec dans la catégorie « Enseignement et recherche ».
Entre 2008 et 2011, elle occupe le poste de secrétaire générale de l'International Network of Women Engineers and Scientists.
En 2009, elle collabore à D’ailleurs, je suis aussi d'ici, publié par le Groupe femmes, politique et démocratie (GFPD).
Le premier février 2012, elle assume les fonctions de rectrice de l’Université du Québec à Trois-Rivières.
Le 27 mai 2015, après de nombreuses controverses,,,, elle indique sa volonté de rester en poste malgré le dépôt d'un rapport par le vérificateur général du Québec blâmant la gestion de l’Université du Québec à Trois-Rivières. Plus tard dans la journée, elle démissionne de son poste de rectrice à la suite d'une entrevue avec le ministre de l'Éducation du Québec, François Blais, qui indique qu'il "ne peut plus lui accorder sa confiance".